# Gustaw Herling-Grudziński
Gustaw Herling-Grudziński, poljski pisatelj, esejist, novinar, literarni kritik in vojak, * 20. maj 1919, Kielce, † 4. julij 2000, Neapelj.

## Življenje
Gustaw Herling-Grudziński se je rodil 20. maja 1919 v Kielcah na Poljskem. Starši so bili relativno premožni trgovci poljsko-judovskega porekla. Tam je preživel svojo mladost in zaključil srednjo šolo, nato se je vpisal na Univerzo v Varšavi, kjer je študiral polonistiko. Svojo literarno pot je začel kot kritik in že v času študija sodeloval z revijama Ateneum in Pion, delal je tudi kot urednik revije Orka na Ugorze.
Študija na Univerzi v Varšavi ni zaključil zaradi izbruha druge svetovne vojne in dvojne invazije na Poljsko leta 1939. Še istega leta je s svojimi prijatelji ustanovil podtalno organizacijo Polska Ludowa Akcja Niepodległościowa (PLAN). Odpotoval je v okupirano mesto Grodno, kjer je želel prečkati litovsko mejo, a ga je pri tem ujela in aretirala sovjetska NKVD. Obtožili so ga vohunjenja in obsojen je bil na pet let dela v sovjetskih delovnih taboriščih – gulagih. Z diplomatskim sporazumom (Układ Sikorski-Majski) je bil izpuščen že po dveh letih. Svojo travmatično izkušnjo bitke za preživetje v delovnem taborišču je opisal v delu Drug svet (Inny świat). Sovjetsko zvezo je zapustil v spremstvu poljske vojske pod poveljem Władysława Andersa, s katero se je leta 1944 bojeval tudi v bitki pri Monte Cassinu.
Med letoma 1946 in 1960 je bil član Poljske socialistične stranke (Polska Partia Socjalistyczna – PPS). Leta 1947 je soustanovil revijo Kultura, ki je podpirala razvoj poljske kulture v času komunistične nadvlade. Revija je najprej izhajala v Rimu, nato pa se je preselila v Pariz. V istem času se je Herling-Grudziński za kratek čas preselil v London in se leta 1952 vrnil v Italijo, kjer je ostal do smrti. Leta 1955 se je poročil z Lidio Croce, hčerko italijanskega filozofa Benedetta Croceja. Med letoma 1952 in 1955 je sodeloval z Radiem Svobodna Evropa. Bil je član Društva poljskih pisateljev in sodeloval pri Sporazumu o neodvisnosti poljske (PPN). Umrl je leta 2000 v Neaplju.

## Delo
Gustaw Herling-Grudziński velja za enega pomembnejših poljskih pisateljev 20. stoletja. Že v svojih študentskih letih je veliko časa namenil raziskovanju totalitarnih režimov. Njegovo zanimanje so še dodatno poglobili dogodki iz leta 1939, ko sta Poljsko ob izbruhu druge svetovne vojne okupirali dve totalitarno urejeni državi: Sovjetska zveza na eni strani in nacistična Nemčija na drugi. Za tako družbeno ureditev kasneje v svojih delih uporabi prispodobo kuge, še posebno kritičen je do komunizma, ki ga označi za družbeno, politično in kulturno kugo. V delih so vselej prisotni tudi motivi samote, dvoma in instrumentalizacije življenja. Njegov literarni prvenec je delo Żywi i Umarli, zbirka skic o poljskih pisateljih.
Kot pisatelj se je Herling-Grudziński dokončno uveljavil z delom Drug svet (Inny świat), v katerem pripoveduje o svojem življenju v sovjetskem delovnem taborišču. Delo nima le umetniške vrednosti, temveč je tudi prvo zanesljivo pričanje o nečloveških razmerah in trpljenju v sovjetskih gulagih. Avtor odločno nasprotuje totalitarnemu režimu in njegovi moči nad posameznikom ter se mu zoperstavi s podobami jetnikov, ki v vsakdanjem boju za preživetje ohranjajo človeško dostojanstvo in se trudijo rešiti vsaj delček človečnosti. To literarno delo je definiralo stil pisanja Herling-Grudzińskega in postalo model za njegovo nadaljnje literarno ustvarjanje. Še posebno velik vpliv je imelo na serijo del Dnevnik, pisan ponoči (Dziennik pisany nocą), ki ga je pisatelj pisal od leta 1971 vse do svoje smrti. V klasični dnevnik je vključil eseje o umetnosti, politične komentarje in kritike drugih literarnih del.
Najpomembnejša literarna zvrst za Herling-Grudzińskega je bila novela. Njegov literarni opus sestavlja več kot petdeset novel, v katerih pripoved sledi individualni usodi posameznih ljudi in njihovi spravi s smrtjo. 
Gustaw Herling-Grudziński je skoraj vse svoje odraslo življenje preživel v emigraciji, brez rednih stikov s poljskim jezikom. Tudi njegovo najpomembnejše delo Drug svet (Inny świat) je najprej izšlo v angleščini. Kasneje je v Londonu izšla še poljska izdaja, a je bila v času komunističnega režima prepovedana. Bivanje v različnih mestih in ustvarjanje v emigraciji mu je omogočilo, da je v svojih delih opisoval stvari, ki jim na Poljskem ne bi bil priča. Za svoje ustvarjanje je prejel več literarnih nagrad, tako poljskih kot tudi mednarodnih. Dela niso bila množično priljubljena le med bralci, temveč so jih cenili tudi najvplivnejši pisci 20. stoletja.

## Prevodi v slovenščino
- Drug svet (prevedla Jana Unuk. Ljubljana: Modrijan, 2013)
- Dnevnik, pisan ponoči: Pokopališki popotnik (fragment prevedel Dušan M. Pirc, objavljeno v reviji Lirikon21: revija za poezijo XXI. st. Velenje: Ustanova Velenjska knjižna fundacija, 2013/2014)
- Kratek vodič po samem sebi: Upanje (fragment prevedla Lidija Rezoničnik. Objavljeno v reviji Vpogled: revija za književnost. Žalec: Zavod za kulturo, šport in turizem, 2011)